# Guillermo Hinojosa
Guillermo Hinojosa Bujanda (Urubamba, siglo XIX - Urubamba, 16 de enero de 1882) fue un político peruano. 
En 1866 fue fundador de la "Sociedad de Mutua Protección" en la provincia de Urubamba contra los abusos del entonces gobernador de esa provincia. A esta sociedad le fue encargado la apertura de un camino de herradura hasta el pueblo de Lares en la provincia de Calca. Al final de dicha obra, Hinojosa, presidente de la Sociedad, dispuso el levantamiento de una cruz en el paso de Kunkani que sería conocida como la "Cruz de Torrechayoc"
Fue elegido diputado por la provincia de Urubamba entre 1872 y 1876 durante el gobierno de Manuel Pardo.